# Pia Maria
Pia Maria Außerlechner (Tirolo, 21 maggio 2003) è una cantante austriaca.
Ha rappresentato l'Austria all'Eurovision Song Contest 2022 con il brano Halo in collaborazione con Lumix.

## Biografia
Originaria del Tirolo, ha conseguito un master in trucco e lavora presso il Teatro di Stato Tirolese di Innsbruck.
Nel febbraio 2022 è stato annunciato che l'emittente radiotelevisiva pubblica ORF l'ha selezionata come rappresentante austriaca all'Eurovision Song Contest 2022 a Torino. Il suo brano, Halo con la partecipazione del disc jockey Lumix, è stato pubblicato il successivo 11 marzo. Nel maggio successivo Lumix e Pia Maria si sono esibiti durante la prima semifinale della manifestazione europea, dove si sono piazzati al 15º posto su 17 partecipanti con 42 punti totalizzati, non riuscendo a qualificarsi per la finale.

## Discografia

### Singoli
- 2022 – Halo (con Lumix)
- 2022 – I Know U Know
- 2022 – White Noise
- 2023 – Love Is a Circus
- 2023 – Reckless Heart
- 2024 – Mess With Me